# Serreslous-et-Arribans
Serreslous-et-Arribans är en kommun i departementet Landes i regionen Nouvelle-Aquitaine i sydvästra Frankrike. Kommunen ligger i kantonen Hagetmau som tillhör arrondissementet Mont-de-Marsan. År 2022 hade Serreslous-et-Arribans 193 invånare.

## Befolkningsutveckling
Antalet invånare i kommunen Serreslous-et-Arribans
Referens:INSEE